# Успение Богородично (Габрово)
Вижте пояснителната страница за други значения на Успение Богородично.
Църквата „Успение Богородично“ e православен храм в центъра на Габрово.

## История на храма
Църквата „Успение Богородично“ е шедьовър на българската възрожденска църковна архитектура.
Църквата е построена в близост до първата габровска църква „Света Петка“ в чест на Света Петка. Мощите на Света Параскева /Петка/ Епиватска преминават през Габрово на път за Търново /1231/. На мястото, където мощите са пренощували, населението издига църква, а Света Петка става духовна закрилница на града. Храмът съществува и през първите векове на Османското владичество. През 1798 г. войските на Капудан Хюсеин паша опустошават Габрово. Наред с безбройните унищожения и църквата е изгорена.
През 1704 г. с хюджет, което е решение на временния съдия в Търново, основаващо се на свещена султанска заповед,
жителите на Габрово получават разрешение да ремонтират църквата си "Света Петка". Основанието за това разрешение е, че тя е "от преди завладяването". Този документ е доказателство за съществуване на достатъчно голямо селище с църква по времето на Второто българско царство,
което се запазва и в следващите векове.
Но тя не е възстановена, а през 1804 г. южно от нея е изградена нова църква „Успение на Пресвета Богородица“ при това без официално разрешение от властта. Тя е малка, схлупена и вкопана в земята. Когато става ясно, че липсват документи за изграждането ѝ, габровци временно настаняват в нея самарджии /майстори на седла за коне/, за да предотвратят затварянето ѝ.
През XIX в. Габрово е вече важен просветен, търговски и стопански център. Жителите на града са добили определено самочувствие и желаят по-величествен храм, който да им подхожда. Затова старата църква е разрушена на 5 май 1865 г., а на 11 май 1865 г. започва строителството на новата сграда.
Храмът е завършен през 1866 година от големия възрожденски майстор Уста Генчо Кънев. Той е архитект на сградата на Априловска гимназия в Габрово, както на църковни сгради в Румъния и Гърция.
Новият храм е осветен на 26 октомври 1866 година от четирима свещеници – архимандрит поп Силвестрий, Христо Йовчев Бочаров, Стефан Станимиров и поп Иван Гъбенски.
Църквата е разположена в централната част на града с изглед към един от най-красивите каменни мостове на река Янтра – Баев мост.
Феликс Каниц /1871/ написал: 
| „ | В последната църква „Успение на Пресвета Богородица“, издигната от вещия тревненски майстор-строител Генчо през 1866 г. нова сграда, има много красива резба от орехово дърво; за изгледа на града тя е не по-малко величествена от новото училище с 19 фасадни прозорци. | “ |

Д-р Петър Цончев през 1934 г. разказва следната любопитна история:
| „ | До средата на XIX век църквите не са имали камбани, а дървени клепала, защото турската власт не позволявала. Но за новия храм габровци специално поискали да имат камбана и тя била доставена от чужбина. Турците не позволили да бъде окачена и да се бие. Габровци я занесли в Соколски манастир. С възкачването на трона на Султан Азис /юни 1861/, на двама габровци, „най-ревнителни от младите“, хрумнала идеята да използват празника за повод и да окачат камбаната. Празненството траяло 3 дни. През нощта срещу третия ден донесли камбаната от Соколски манастир и я окачили на камбанарията, без никой да подозира за тяхното намерение. Рано сутринта, заедно с клепалата започва да бие и камбаната. Това стреснало турската власт, но приятно изненадало габровци. Турските власти пристигнали да видят какво става. Населението ги уверило, че няма по-тържествен начин да изкаже верноподаническите си чувства към новия султан, освен със звъна на новата камбана. Така тя останала на мястото си. | “ |

Църквата представлява трикорабна базилика, с два купола и две редици от по четири колони. Майсторът е автор и на декоративната украса на църквата, състояща се от каменни релефи с растителни и животински мотиви.
Иконостасът е изработен от липово дърво само за 3 години /1882 – 1885/ и е забележителен образец на следосвобожденската дърворезба.
Иконите по фасадата са реставрирани от художника Адолф Селоф.

## Събития
- През 1872 година в нея е ръкоположен за търновски митрополит Иларион Макариополски.
- На 13 септември 1902 г. е посетена от цар Фердинанд I, който пристига в Габрово, заедно с великия княз Николай Николаевич, ген. Куропаткин и други оцелели генерали от Руско-турската война. След празнично богослужение на 14 септември заминават за село (днес град) Шипка за освещаване на храма със Златните кубета.
- Княгиня Клементина Бурбон-Орлеанска подарява голям кристален полилей на храма
- В храма се съхраняват светите мощи на Свети Онуфрий Габровски.
- В храма се съхраняват костите на свещеник Иван Гъбенски /поп Иванчо/, обесен през 1876 г. в Търново като четник от четата на Цанко Дюстабанов и на Еким Цанков.
- Ежегодно в храма на 24 май се прави молебен за българското образование, изваждат се иконите с ликовете на Св. св. Кирил и Методий, за да поведат традиционната манифестация.

- Тук са излагани за поклонение светите мощи на Света Анна, Свети Меркурий и Свети Онуфрий Габровски на 24 ноември 2008 г. и 2009 г.
- Месец март 2009 г. от храма тръгна протестно шествие начело с Негово преосвещенство митрополит Григорий Великотърновски и свещениците от всички храмове в града против установяването в Габрово на сектата „Свидетелите на Йехова“.

## До храма
- В градинката до църквата се намира параклисът на Света Петка Габровска – духовната покровителка на града, както и паметна плоча на Света Петка, осветен на 14.10.2000 г.

Празнуването на Света Петка като закрилница на Габрово е поставено от отец Минчо Илиев, Георги Врачев и Габровския исторически музей. Началото е белязано с конференцията "Православно-християнски традиции в Габровско".
- Там са няколко паметника – на 3агиналите във войните /1912 – 1918/, на ген. Фьодор Радецки.
- До храма почиват костите на известни габровски свещеници и духовници, един от които е Стефан Станимиров.
- В църквата почиват костите на свещеник Иван Гъбенски, обесен от турците на 15.06.1876 г. в Търново като борец за Българската свобода.

## Свещеници служили в храма
- свещеноиконом Васил Михов
- свещеноиконом Пенко Поппенков
- свещенокином Атанас Шилдаров
- свещеноиконом Антон Попантонов
- свещеноиконом Христо Очков
- ставрофорен иконом Минчо Илиев

## Църковен хор към храма
- Алексей Шепелев – диригент
- Иван Попиванов – съосновател на хора и хорист